# John Llewellyn Moxey
John Llewellyn Moxey (1925. február 26. – University Place, Washington, USA, 2019. április 29.) argentínai születésű brit filmrendező.

## Fontosabb filmjei
Mozifilmek
- Foxhole in Cairo (1960)
- Death Trap (1962)
- Ricochet (1963)
- Face of a Stranger (1964)
- Downfall (1964)
- Strangler's Web (1965)

Tv-filmek
- A bensőséges idegen (Intimate Strangers) (1977)
- Sarah McDavid bántalmazása (The Violation of Sarah McDavid) (1981)
- Gyilkosság a toronyházban (Through Naked Eyes) (1983)
- Halálos cselszövés (Deadly Deception) (1987)
- Otthonról hazafelé (Outback Bound) (1988)

Tv-sorozatok
- London Playhouse (1955, tv-sorozat)
- Coronation Street (1961, négy epizód)
- Z Cars (1962, három epizód)
- Az Angyal (The Saint) (1963–1967, hét epizód)
- Mannix (1968–1974, tíz epizód)
- Mission: Impossible (1969–1972, hét epizód)
- Charlie angyalai (Charlie's Angels) (1976, egy epizód)
- Magnum (Magnum, P.I.) (1984–1986, hat epizód)
- Gyilkos sorok (Murder, She Wrote) (1984–1991, 18 epizód)